# Weasel
Weasel (Jack Hammer) är en seriefigur i berättelserna om Deadpool i Marvels universum, skapad av Fabian Nicieza och Joe Madureira. Han är Deadpools bästa vän och följeslagare. T.J. Miller spelade Weasel i filmen Deadpool.